# Gummiglobus agglutinosporus
Gummiglobus agglutinosporus är en svampart som först beskrevs av G.W. Beaton, och fick sitt nu gällande namn av Trappe, Castellano & Amar. 1996. Gummiglobus agglutinosporus ingår i släktet Gummiglobus och familjen Mesophelliaceae.   Inga underarter finns listade i Catalogue of Life.